# Condado de Douglas (Colorado)
O Condado de Douglas é um dos 64 condados do estado estadunidense do Colorado. A sede do condado é Castle Rock, e sua maior cidade é Parker. O condado possui uma área de terreno de 840,25 milha quadradas (2 176,2 km2), uma população de 357 978 habitantes, e uma densidade populacional de 426.0 hab/milha² (164,5/km²) segundo o Censo dos Estados Unidos de 2020). O condado foi fundado em 1 de novembro de 1861. É um dos condados em mais rápido crescimento populacional do Estado.